# A Hang
A Hang Aradon 1932 és 1934 közt havonta háromszor megjelent bulvár stílusú, de antifasiszta jellegű riportlap; szerkesztette Bruckner Lajos, főmunkatárs Fekete Tivadar. A lapban a helyi munkatársak – Szántó György, Károly Sándor és József, Orosz Irén – mellett Franyó Zoltán, Keleti Sándor, Méliusz József, Paál Jób, Turnowsky Sándor, Vojticzky Gyula szerepel, megjelentek Radnóti Miklós versei, Bortnyik Sándor grafikái. "Hang-esték" címen a lap irodalmi előadásokat rendezett, ahol Fekete Tivadar fordításában román költők verseit is bemutatták.